# Aaron Wolf
Aaron Wolf (* 25. Februar 1996 in Tokio) ist ein japanischer Judoka. Er war 2017 Weltmeister und 2021 Olympiasieger im Halbschwergewicht, der Gewichtsklasse bis 100 Kilogramm.

## Sportliche Karriere
Wolf belegte bei den U21-Weltmeisterschaften 2014 den dritten Platz. 2015 siegte er bei den Grand-Prix-Turnieren in Ulaanbaatar und in Taschkent, 2016 war er erstmals japanischer Meister. Bei den Weltmeisterschaften 2017 in Budapest bezwang er im Viertelfinale Elmar Gasimov aus Aserbaidschan und im Halbfinale Michael Korrel aus den Niederlanden. Im Finale besiegte er den Georgier Warlam Liparteliani. Ein Jahr später bei den Weltmeisterschaften 2018 in Baku unterlag er im Viertelfinale dem Russen Niyaz Ilyasov. In der Hoffnungsrunde bezwang er Michael Korrel, den Kampf um Bronze verlor er gegen den Mongolen Lchagwasürengiin Otgonbaatar. Ende 2018 siegte Wolf beim Grand-Slam-Turnier in Osaka. Anfang 2019 unterlag er im Finale des Grand-Slam-Turniers in Paris Warlam Liparteliani. Bei den Weltmeisterschaften 2019 in Tokio unterlag er im Viertelfinale dem Südkoreaner Cho Gu-ham. Mit Siegen über den Kanadier Shady El Nahas und Elmar Gasimov erkämpfte Wolf eine Bronzemedaille. 2021 gewann Wolf den Titel bei den Asien-Pazifik-Meisterschaften. Bei den Olympischen Spielen in Tokio besiegte er im Viertelfinale den Israeli Peter Paltchik und im Halbfinale den Georgier Warlam Liparteliani. Mit seinem Finalsieg über den Südkoreaner Cho Gu-ham gelang Wolf der Olympiasieg. Im Mixed-Mannschaftswettbewerb gewann die japanische Mannschaft die Silbermedaille hinter Frankreich. Bei den 2023 ausgetragenen Asienspielen 2022 in Hangzhou gewann er in der Mannschaftskonkurrenz mit der japanischen Mannschaft die Goldmedaille. 2024 bei den Olympischen Spielen in Paris belegte Wolf den siebten Platz im Halbschwergewicht und gewann Silber mit der Mannschaft.
Aaron Wolf ist Sohn eines amerikanischen Vaters und einer japanischen Mutter.